# Quadro de medalhas dos Jogos Olímpicos de Verão de 1928
Este é o quadro de medalhas dos Jogos Olímpicos de Verão de 1928, realizados em Amsterdã, Países Baixos. O ordenamento é feito pelo número de medalhas de ouro, estando as medalhas de prata e bronze como critérios de desempate em caso de países com o mesmo número de ouros. Se, após esse critério, os países continuarem empatados, posicionamento igual é dado e eles são listados alfabeticamente. Este é o sistema utilizado pelo Comitê Olímpico Internacional.
| Ordem | País               | Medalha de ouro | Medalha de prata | Medalha de bronze |    |
| ----- | ------------------ | --------------- | ---------------- | ----------------- | -- |
| 1     | USA Estados Unidos | 22              | 18               | 16                | 56 |
| 2     | GER Alemanha       | 10              | 7                | 14                | 31 |
| 3     | FIN Finlândia      | 8               | 8                | 9                 | 25 |
| 4     | SWE Suécia         | 7               | 6                | 12                | 25 |
| 5     | ITA Itália         | 7               | 5                | 7                 | 19 |
| 6     | SUI Suíça          | 7               | 4                | 4                 | 15 |
| 7     | FRA França         | 6               | 10               | 5                 | 21 |
| 8     | NED Países Baixos  | 6               | 9                | 4                 | 19 |
| 9     | HUN Hungria        | 4               | 5                |                   | 9  |
| 10    | CAN Canadá         | 4               | 4                | 7                 | 15 |
| 11    | GBR Grã-Bretanha   | 3               | 10               | 7                 | 20 |
| 12    | ARG Argentina      | 3               | 3                | 1                 | 7  |
| 13    | DEN Dinamarca      | 3               | 1                | 2                 | 6  |
| 14    | TCH Checoslováquia | 2               | 5                | 2                 | 9  |
| 15    | JPN Japão          | 2               | 2                | 1                 | 5  |
| 16    | EST Estônia        | 2               | 1                | 2                 | 5  |
| 17    | EGY Egito          | 2               | 1                | 1                 | 4  |
| 18    | AUT Áustria        | 2               |                  | 1                 | 3  |
| 19    | AUS Austrália      | 1               | 2                | 1                 | 4  |
| 19    | NOR Noruega        | 1               | 2                | 1                 | 4  |
| 21    | POL Polônia        | 1               | 1                | 3                 | 5  |
| 21    | YUG Iugoslávia     | 1               | 1                | 3                 | 5  |
| 23    | RSA África do Sul  | 1               |                  | 2                 | 3  |
| 24    | IND Índia          | 1               |                  |                   | 1  |
| 24    | IRL Irlanda        | 1               |                  |                   | 1  |
| 24    | NZL Nova Zelândia  | 1               |                  |                   | 1  |
| 24    | ESP Espanha        | 1               |                  |                   | 1  |
| 24    | URU Uruguai        | 1               |                  |                   | 1  |
| 29    | BEL Bélgica        |                 | 1                | 2                 | 3  |
| 30    | CHI Chile          |                 | 1                |                   | 1  |
| 30    | HAI Haiti          |                 | 1                |                   | 1  |
| 32    | PHI Filipinas      |                 |                  | 1                 | 1  |
| 32    | POR Portugal       |                 |                  | 1                 | 1  |